# D910 (Yvelines)
De D910 is een departementale weg in het Franse departement Yvelines, ten zuidwesten van Parijs. De weg loopt van Ablis naar de grens met Eure-et-Loir. In Eure-et-Loir loopt de weg als D910 verder naar Chartres.

## Geschiedenis
Oorspronkelijk was de D910 onderdeel van de N181. In 1949 werd dit deel van de N181 onderdeel van de N10. In 2006 werd de weg overgedragen aan het departement Yvelines, omdat de weg geen belang meer had voor het doorgaande verkeer vanwege de parallelle autosnelweg A11. De weg is toen omgenummerd tot D910.